# Cebes
Cebes (en griego: Κεβης; c. 430-350 a. C.) fue un discípulo de Sócrates, influido por las teorías pitagóricas, a fines del siglo V a. C. Se ha conservado una obra, conocida como el Pinax o Tabula, atribuida a Cebes, aunque se cree que fue compuesta por un autor anónimo del siglo I o II. 

## Biografía
Cebes fue un discípulo de Sócrates y Filolao, así como amigo de Simmias de Tebas. Es uno de los oradores en el Fedón de Platón, en donde es representado como un sincero buscador de la virtud y la verdad, asertivo en argumentos y cauteloso en la decisión. Jenofonte afirma, en su Memorabilia que fue miembro del círculo interno de Sócrates y visitante frecuente de la hetera Teodota en Atenas.
Tres diálogos, el Hebdome, el Frínico y el Pinax o la Tabula, le han sido atribuidas por el Suda y  Diógenes Laercio. Los dos primeros están perdidos y muchos académicos niegan la autenticidad de la Tabula debido a anacronismos materiales y verbales.

## Cebetis Tabula

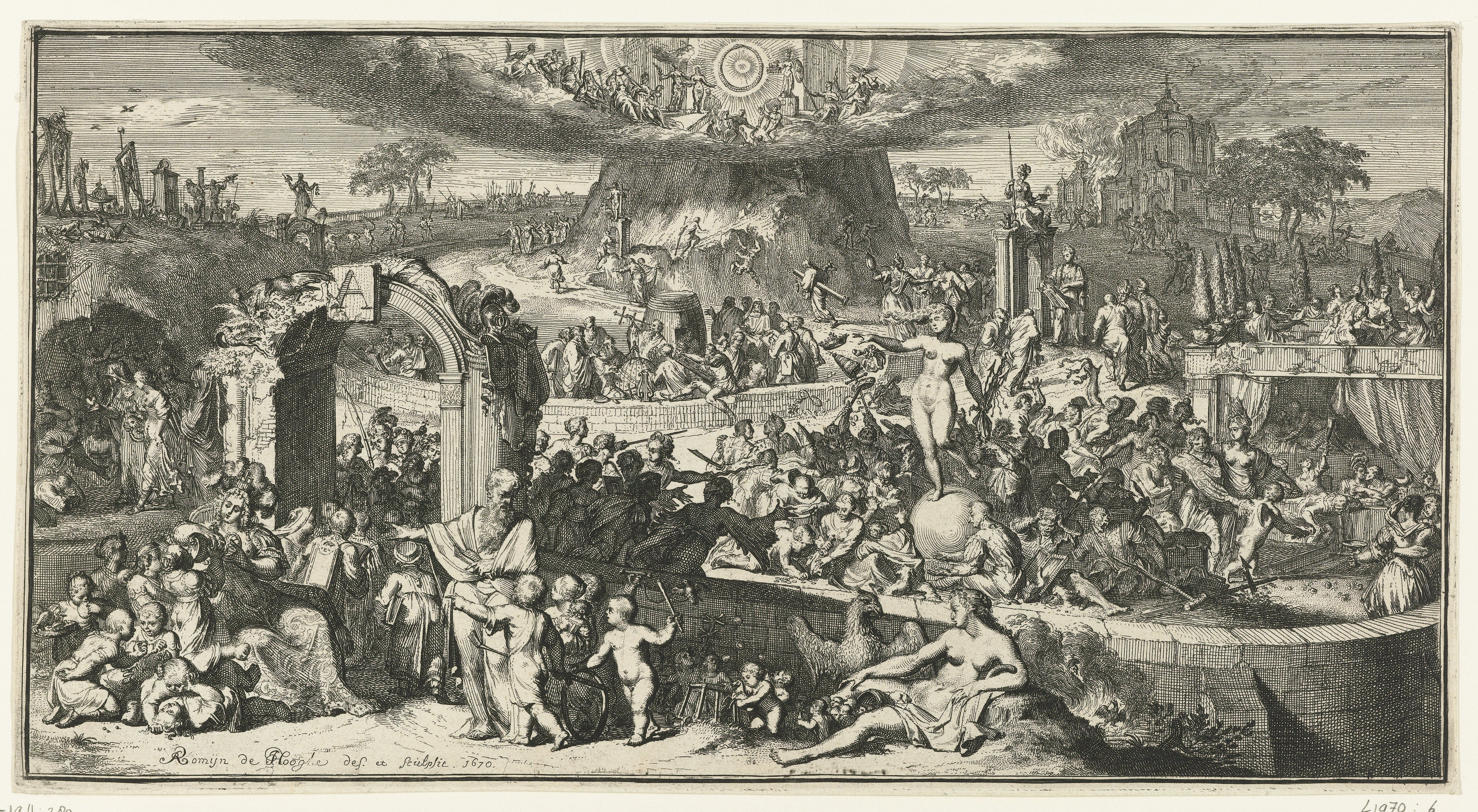
Tabla de Cebes, ilustración de Romeyn de Hooghe para una edición del Enchiridium de Epicteto, Leiden y Ámsterdam, 1670

La Tabla de Cebes es un documento alegórico de carácter ético-filosófico escrito en forma de diálogo en época imperial romana, aunque en idioma griego. El autor anónimo describe al modo de una écfrasis y por boca de los protagonistas del diálogo una pintura (tabula o pinax) localizada en el pronaos de un templo dedicado a Saturno, que representa el periplo de la vida humana, desde el nacimiento y antes, pues  desarrolla la teoría platónica de la preexistencia y muestra que la verdadera educación no consiste en la simple erudición, sino más bien en la formación del carácter. Lo que la pintura mostraba era una montaña rodeada por una cerca en su periplo exterior y otra en el nivel intermedio, con escarpados caminos hasta la cima y multitud de figuras, entre ellas algunas alegóricas, como Fortuna y el Genio, y muchas figuras infantiles en el exterior, preparándose para entrar en el recinto siguiendo las instrucciones del Genio. Muy estimado en los siglos del Renacimiento y el Barroco, tras la primera edición florentina de 1496, el diálogo gozó de traducciones a numerosos idiomas y múltiples ediciones, muchas de ellas acompañando el Enchiridium de Epicteto. Al castellano fue traducida por Juan Martínez Población, que la imprimió en París en 1532, a la que siguieron las versiones de Juan de Jarava, Ámsterdam, 1549, y Ambrosio de Morales, que publicó la suya con otras obras de su tío, el rector salmantino Hernán Pérez de la Oliva en Córdoba, en 1586. La traducción de Morales fue incorporada un siglo más tarde al Theatro Moral de la Vida Humana en cien emblemas; con el Enchiridion de Epicteto, etc. y la Tabla de Cebes, Philósofo platónico, libro impreso por Francisco Foppens, Bruselas, 1672, con las ilustraciones de Otto Vaenius. Dentro todavía del siglo XVI hizo otra traducción Pedro Simón Abril, Madrid, 1587, y ya en siglo XVII Gonzalo Correas, Salamanca, 1630. Además, Pablo Lozano y Casela publicó en Madrid en la Imprenta Real en 1793 una Paráfrasis árabe de la Tabla de Cebes.
Otro Cebes, de Cízico, el último de los filósofos estoicos, es mencionado como el autor de la Tabula, mas no existe prueba de que este Cebes haya sido una persona real.